# Station M3 Parkway
Station M3 Parkway  is een spoorwegstation in Dunboyne in het  Ierse graafschap Meath. Het station is het voorlopige eindpunt van de  Docklandslijn. Het ligt direct naast de M3 en is voorzien van een megaparkeerplaats. 
Het station wordt bediend door forensentreinen die rijden tussen M3 en Dublin-Docklands. In de spits rijden twee treinen per uur, buiten de spits een. De Docklandslijn rijdt alleen op werkdagen. Op zondagen rijdt tussen de M3 en Clonsilla  een pendeltrein. 